# Daesung
Daesung (születési nevén 강대성 Kang Deszong; 1989. április 26. –) a dél-koreai Big Bang együttes énekese. Az együttes mellett jelentek meg szólódalai a trot műfajában, énekelt musicalekben (Macskák), és zenés doramában (What's Up).
Nem sokkal a Big Banggel való debütálása után egy autóbaleset következtében hónapokra kórházba került, ideiglenesen elvesztette az ízlelő- és szaglóképességét és a hangját. 2011-ben újabb autóbalesete volt, egy balesetet szenvedett motoroson hajtott keresztül a rossz látási viszonyok miatt. Az eset következtében hónapokra felfüggesztette a tevékenységét együttesével, végül a rendőrség megállapította, hogy nem volt felelős a motoros haláláért.